# Орулган
Орулга́н — горный хребет в Якутии, в системе Верхоянского хребта, расположенный к югу от Хараулахского хребта.
Протяжённость хребта составляет около 500 км. Высота — до 2283 м. Хребет сложен известняками, песчаниками и сланцами; сильно расчленён долинами рек. До высоты 1000—1200 м хребет покрыт редкостойными лиственничными лесами, выше преобладает каменистая тундра.